# Зембовице (гмина)
Зембовице (пол. Zębowice) — сельская гмина (волость) в Польше, входит как административная единица в Олесненский повет, Опольское воеводство. Население — 4090 человек (на 2006 год).

## Демография
| Перепись                       | Всего   | Всего | Женщины | Женщины | Мужчины | Мужчины |
| ------------------------------ | ------- | ----- | ------- | ------- | ------- | ------- |
| Единицы                        | человек | %     | человек | %       | человек | %       |
| Население                      | 4090    | 100   | 2041    | 49,9    | 2049    | 50,1    |
| Плотность населения (чел./км²) | 42,7    | 42,7  | 21,3    | 21,3    | 21,4    | 21,4    |

## Сельские округа
1. Кадлуб-Вольны
2. Кнея
3. Лонка
4. Осецко
5. Почолкув
6. Прускув
7. Радаве
8. Седлиска
9. Зембовице

## Поселения
1. Боровяны
2. Косице
3. Нова-Весь
4. Радавка

## Соседние гмины
1. Гмина Добродзень
2. Гмина Лясовице-Вельке
3. Гмина Олесно
4. Гмина Озимек
5. Гмина Турава